# Grand Prix Formule 1 van Nederland 1953
De Grand Prix Formule 1 van Nederland 1953 werd gehouden op 7 juni op het circuit van Zandvoort. Het was de derde race van het seizoen.

## Uitslag
| Pos. | Nr. | Coureur                              | Constructeur          | Rondes | Tijd / Oorzaak uitval | Grid | Punten |
| ---- | --- | ------------------------------------ | --------------------- | ------ | --------------------- | ---- | ------ |
| 1    | 2   | Alberto Ascari                       | Ferrari               | 90     | 2:53:35.8             | 1    | 8      |
| 2    | 6   | Giuseppe Farina                      | Ferrari               | 90     | + 10.4                | 3    | 6      |
| 3    | 16  | Felice Bonetto José Froilán González | Maserati              | 89     | + 1 Ronde             | 13   | 2      |
| 4    | 8   | Mike Hawthorn                        | Ferrari               | 89     | + 1 Ronde             | 6    | 3      |
| 5    | 18  | Toulo de Graffenried                 | Maserati              | 88     | + 2 Rondes            | 7    | 2      |
| 6    | 24  | Maurice Trintignant                  | Gordini               | 87     | + 3 Rondes            | 12   |        |
| 7    | 10  | Louis Rosier                         | Ferrari               | 86     | + 4 Rondes            | 8    |        |
| 8    | 36  | Peter Collins                        | HWM-Alta              | 84     | + 6 Rondes            | 16   |        |
| 9    | 34  | Stirling Moss                        | Connaught-Lea-Francis | 83     | + 7 Rondes            | 9    |        |
| DNF  | 4   | Luigi Villoresi                      | Ferrari               | 67     | Gaspedaal             | 4    | 1S     |
| DNF  | 28  | Kenneth McAlpine                     | Connaught-Lea-Francis | 63     | Motor                 | 14   |        |
| DNF  | 20  | Harry Schell                         | Gordini               | 59     | Transmissie           | 10   |        |
| NC   | 30  | Johnny Claes                         | Connaught-Lea-Francis | 52     | Niet geklasseerd      | 17   |        |
| DNF  | 12  | Juan Manuel Fangio                   | Maserati              | 36     | AS                    | 2    |        |
| DNF  | 22  | Roberto Mieres                       | Gordini               | 28     | Transmissie           | 19   |        |
| DNF  | 14  | José Froilán González                | Maserati              | 22     | Achteras              | 5    |        |
| DNF  | 32  | Ken Wharton                          | Cooper-Bristol        | 19     | Fysiek                | 18   |        |
| DNF  | 26  | Roy Salvadori                        | Connaught-Lea-Francis | 14     | Motor                 | 11   |        |
| DNF  | 38  | Lance Macklin                        | HWM-Alta              | 7      | Gaspedaal             | 15   |        |

## Noot
- Dit was het debuut voor de Argentijnse coureur Roberto Mieres en de Amerikaanse coureur Fred Wacker.
- Dit was de negende pole position voor Alberto Ascari, en daarmee vestigde hij een nieuw record. Hij verbrak het oude record van Juan Manuel Fangio (8), gevestigd tijdens de Grote Prijs van Spanje van 1951.
- Eerste snelste ronde voor Luigi Villoresi.
- Tiende Grand Prix-winst voor Alberto Ascari.

1948 · 1949 · 1950 · 1951 · 1952 · 1953 · 1955 · 1958 · 1959 · 1960 · 1961 · 1962 · 1963 · 1964 · 1965 · 1966 · 1967 · 1968 · 1969 · 1970 · 1971 · 1973 · 1974 · 1975 · 1976 · 1977 · 1978 · 1979 · 1980 · 1981 · 1982 · 1983 · 1984 · 1985 · 2020 · 2021 · 2022 · 2023 · 2024 · 2025  · 2026